# 拉蒙·勞瑞亞諾
小拉蒙·勞瑞亞諾（英語：Ramón Laureano Jr.，1994年7月15日—），為美國職棒大聯盟的外野手，目前效力於聖地牙哥教士。他先前曾效力於運動家、守護者、勇士與金鶯等隊。

## 職業生涯

### 奧克蘭運動家
2014年美國職棒大聯盟選秀，太空人在第16輪選進勞瑞亞諾。2017年11月20日，太空人將他交易到運動家，換來Brandon Bailey。
2018年8月3日，勞瑞亞諾升上大聯盟。他的生涯首安發生在13局，是一支再見安打。這是1920年以來首次出現有打者生涯首安為再見安打的紀錄。8月20日，他敲出大聯盟首轟，同時他在這場比賽敲出雙響砲。9月7日，他再度敲出雙響砲，單季兩度繳出雙響砲為隊史菜鳥第一人。
2019年5月7日，勞瑞亞諾沒收了喬伊·沃托的全壘打，最後幫助麥克·菲爾斯投出無安打比賽。整季他的打擊率為2成88，並敲出24轟與67分打點。他在外卡賽打回全隊唯一一分打點。
2020年8月9日，勞瑞亞諾首次被驅逐出場。整季他的打擊率為2成1，並敲出6轟與25分打點。12次觸身球為大聯盟最多。隔年8月6日，他因使用禁藥被禁賽80場比賽。
2023年1月13日，他和運動家續簽1年355萬美元的合約。整季他的打擊率為2成13，並敲出6轟與21分打點。儘管他繳出全隊第三高的rWAR值，但他還是被球隊給指定讓渡。

### 克里夫蘭守護者
2023年8月7日，守護者從讓渡名單中選走勞瑞亞諾。他在守護者僅繳出2成43的打擊率，並敲出3轟與14分打點。
2024年，勞瑞亞諾陷入低潮，整季打擊率為1成43，並敲出1轟與4分打點。他在5月20日遭到指定讓渡，最後守護者認賠殺出。

### 亞特蘭大勇士
2024年5月29日，勞瑞亞諾與勇士簽下小聯盟合約。他在3A繳出3成62的打擊率，隨後在6月中重返大聯盟。整季他在勇士繳出2成96的打擊率，並敲出10轟與29分打點。球季結束後，他沒有獲得續約而成為自由球員。

### 巴爾的摩金鶯
2025年2月4日，勞瑞亞諾與金鶯簽下一年400萬美元的合約。

## 技術特點
勞瑞亞諾最擅長的就是他驚人的傳球臂力，他可以從中外野最深處一路長傳超過一壘不落地。

## 外部連結
- 球員資訊和成績在MLB ，ESPN ，Retrosheet ，Baseball Reference ，Baseball Reference (Minors) ，Fangraphs ，The Baseball Cube （英文）